# Yvette Guilbert
Yvette Guilbert va ésser una cantant, actriu i compositora francesa nascuda a París el 20 de gener de 1867 i morta a Ais de Provença el 3 de febrer de 1944. Va assolir grans èxits com a cantant de varietats i va arribar a ser immortalitzada diverses vegades pel pintor Toulouse-Lautrec i, més ocasionalment, per altres pintors i dibuixants.

## Biografia
Yvette Guilbert va ser el nom artístic d'Emma Laure Esther Guilbert, filla d'Hippolyte Guilbert, un brocanter i propietari d'una fàbrica de roba, i d'Hernance Julie Lubrez, una modista de barrets belga. Va passar la seva infantesa a la població normanda de Saint-Lô.
Als setze anys, després de sis mesos en un taller de costura, va entrar com a venedora als grans magatzems Printemps del bulevard Haussmann de París.
En 1885 va estudiar art dramàtic. Va fer els primers passos en el Théâtre des Bouffes-du-Nord, i després va passar al Théâtre de Cluny. Cap a 1885 Yvette Guilbert va conèixer Charles Zidler, director de l'Hipòdrom i creador del cabaret parisenc Moulin Rouge.
En 1887 va entrar al Théâtre des Nouveautés, on va tenir un petit paper en una obra de teatre de Georges Feydeau. A l'any següent va passar al Théâtre des Variétés, on només va fer petits papers. Va decidir aleshores dedicar-se a la cançó i al cafè teatre. Els seus començaments van ser difícils, amb crítiques negatives i recollint més xiulets que aplaudiments.

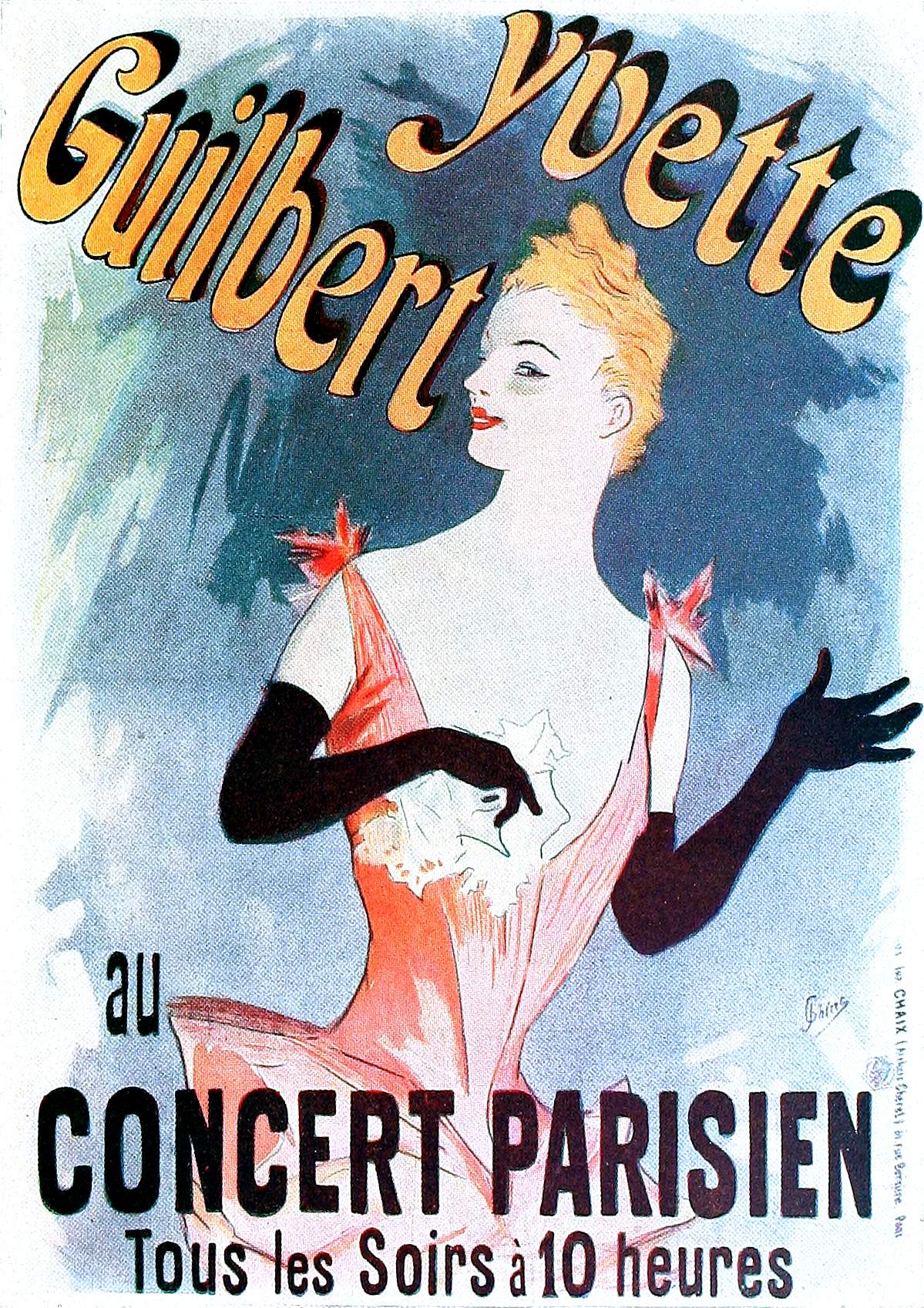
En un pòster de Jules Chéret (1891)

Va tenir un paper principal en l'opereta Le Moulin de la Galette, d'Alphonse Allais i Jules Desmarquoy, el 1888, i després el 1890 en la revista lleugera Pourvu qu'on rigole, de George Auriol i Narcís Lebeau, a la sala Divan Japonais (actualment Le Divan du Monde). Més tard va cantar regularment, fins al 1892, al cafè-teatre del carrer dels Màrtirs, un local dirigit per Jehan Sarrazin. Sarrazin, el seu director artístic, li va posar el sobrenom de la diseuse fin de siècle, per la seva manera de cantar tot barrejant parts parlades amb parts cantades.
El 1889 va obtenir un compromís d'actuacions amb el Théâtre Eldorado (actualment Comédia), però poc després va marxar per entrar a l'Éden-Concert.
L'agost de 1889, Sigmund Freud escoltà Guilbert al Théâtre Eldorado, seguint un consell de la dona del doctor Charcot. Més tard, Freud penjaria al seu despatx una foto autografiada d'ella, i mantindria una correspondència amb la cantant d'una forma bastant continuada. Guilbert va cantar moltes cançons de Paul de Kock. Al febrer de 1891, Marcel Proust li va dedicar un article a la revista Le Mensuel.

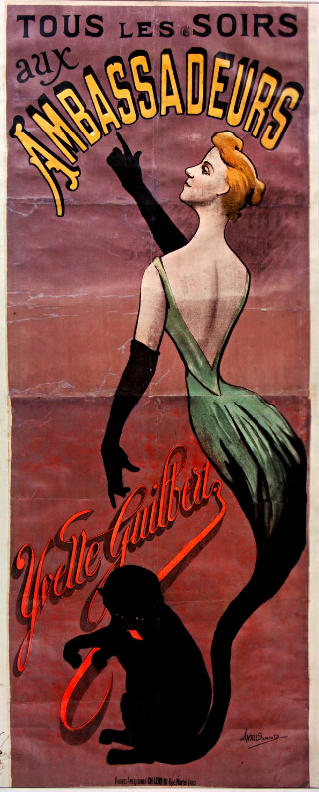
Yvette Guilbert aux Ambassadeurs (1893, BNF).

L'estiu de 1892, va cantar a Lieja i a Brussel·les i per fi triomfà. Al seu retorn a París demanà un augment de sou en l'Edèn-Concert, i davant la negativa trencà el contracte, amb un gran cost, però aviat obtingué un nou contracte amb el Moulin Rouge, gràcies a Charles Zidler. El 1893 el dibuixant Henri-Julien Dumont la dibuixà per als cartells de promoció de Tous les soirs aux Ambassadeurs (Totes les nits als Ambaixadors), amb un perfil felí.
Va patir una greu malaltia el 1896, i va trencar tots els seus contractes en el punt més àlgid de la seva fama, al 1900.
Al 1906 va tornar als escenaris, al Carnegie Hall de Nova York, i fins i tot tornà al teatre en una obra d'Edmond Guiraud i John Hinx al Théâtre royal du Parc de Brussel·les. Més tard, actuà al Casino de Niça el 1913, però amb un repertori totalment nou, amb cançons més literàries, incloent-hi poemes antics i moderns, i cançons de l'edat mitjana.
Va passar la resta de la seva vida als grans salons d'Europa i d'Amèrica, amb la pianista Irène Aitoff (1904-2006). Mentrestant, va obrir una escola de cant a Brussel·les, va participar en algunes pel·lícules, escrigué articles, va fer direcció escènica, va participar en programes de ràdio i va escriure llibres.
Yvette Guilbert va enregistrar cançons durant gairebé quaranta anys.
Va morir el 3 de febrer de 1944 a Ais de Provença, i va ser enterrada al Cementiri del Père-Lachaise de París.

## Iconografia

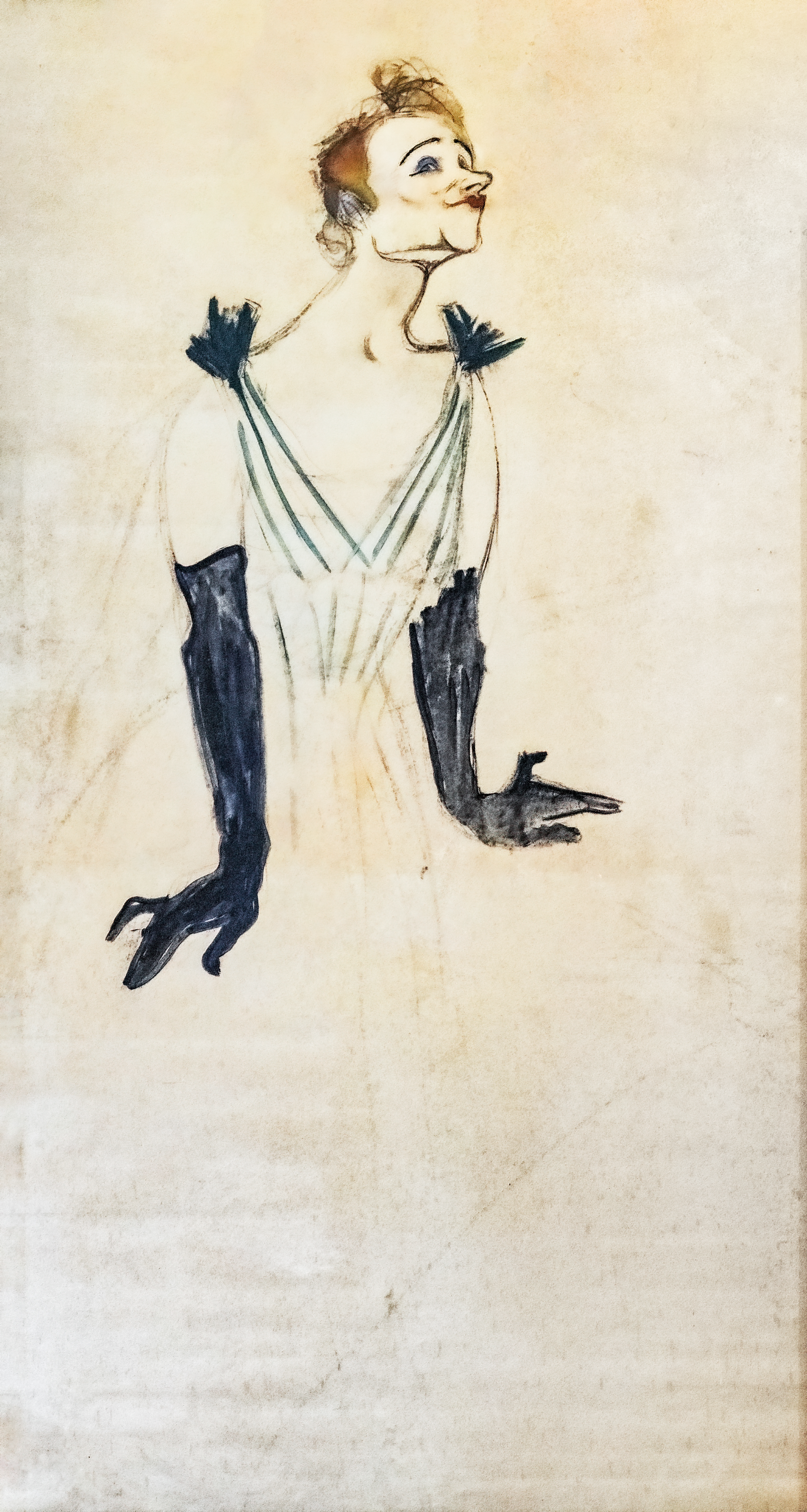
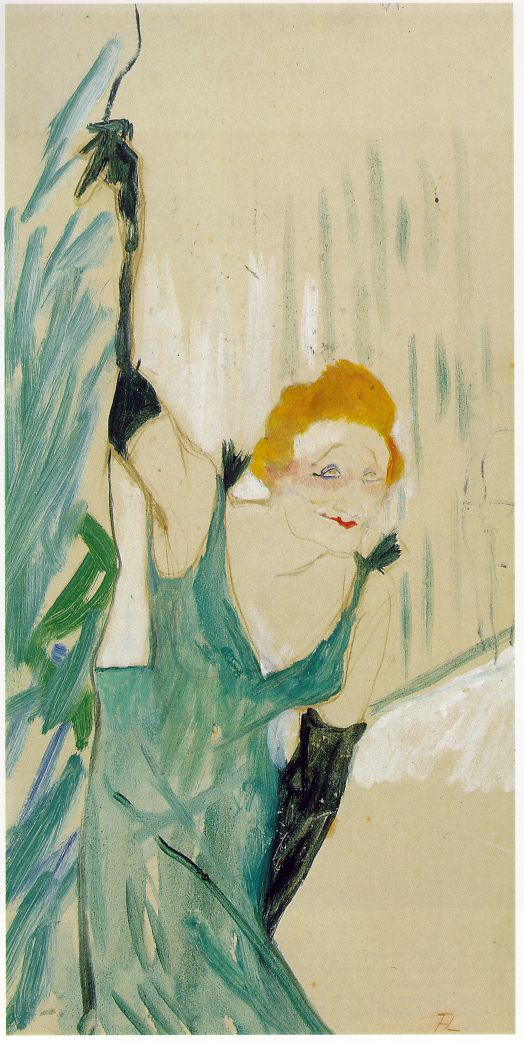
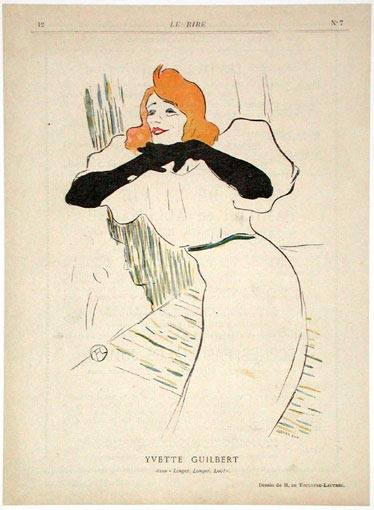
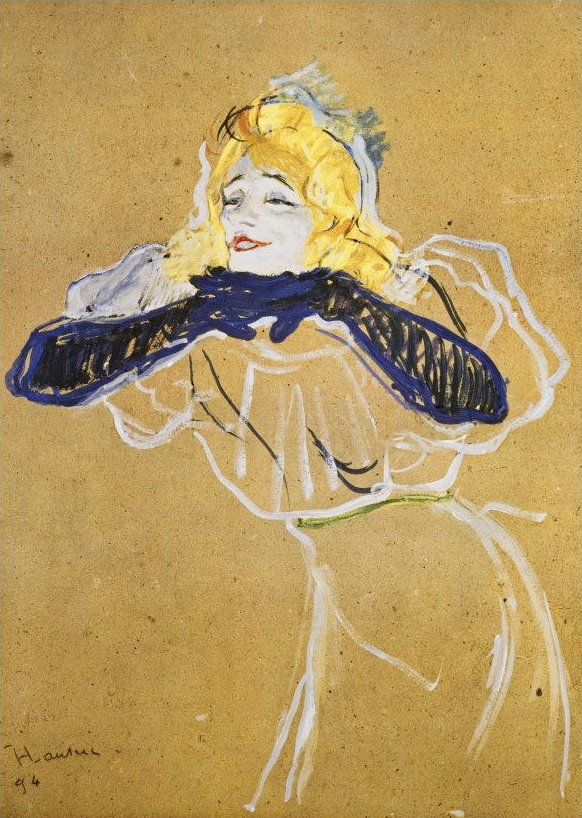
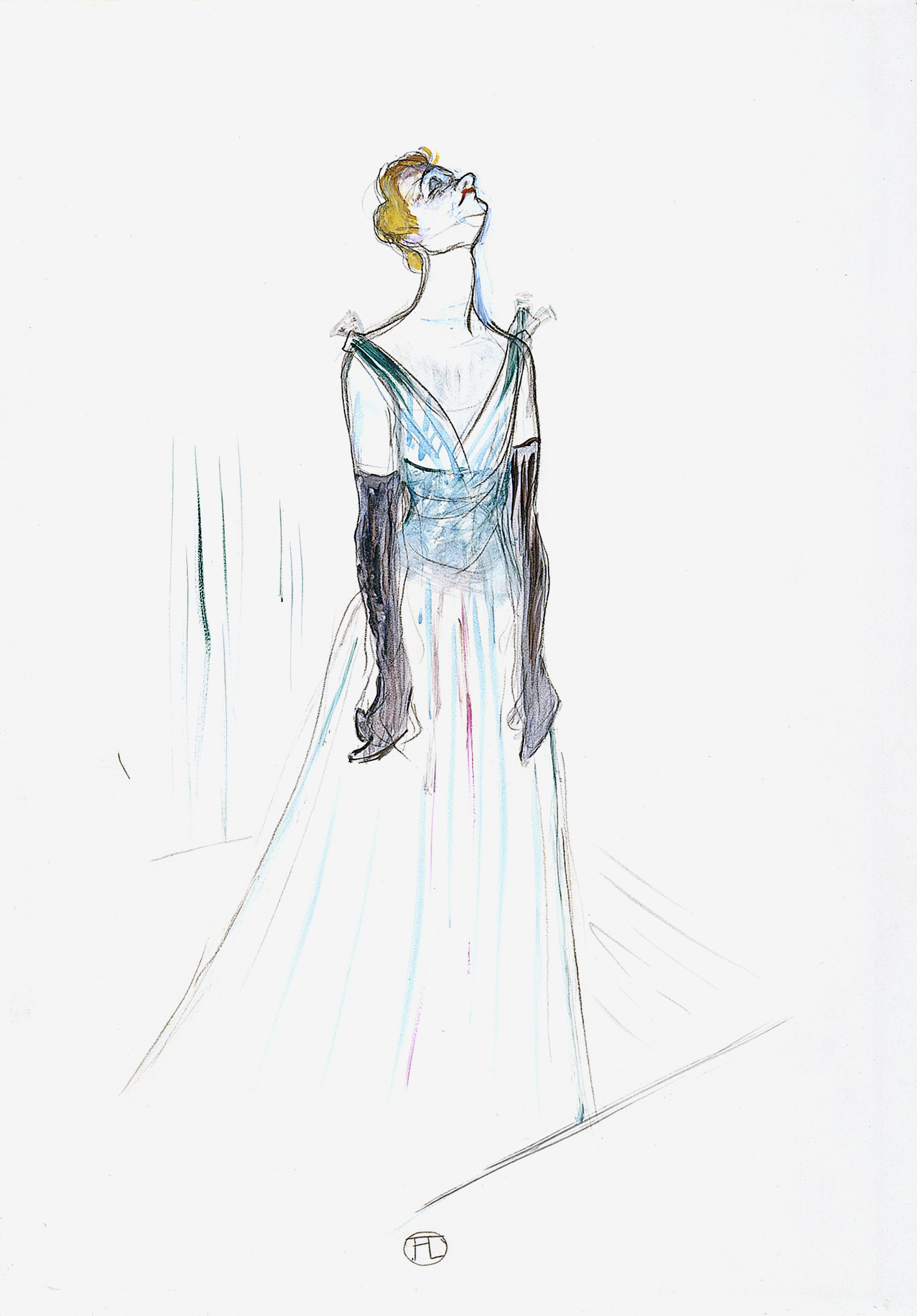

Yvette Guilbert vista per Toulouse-Lautrec:

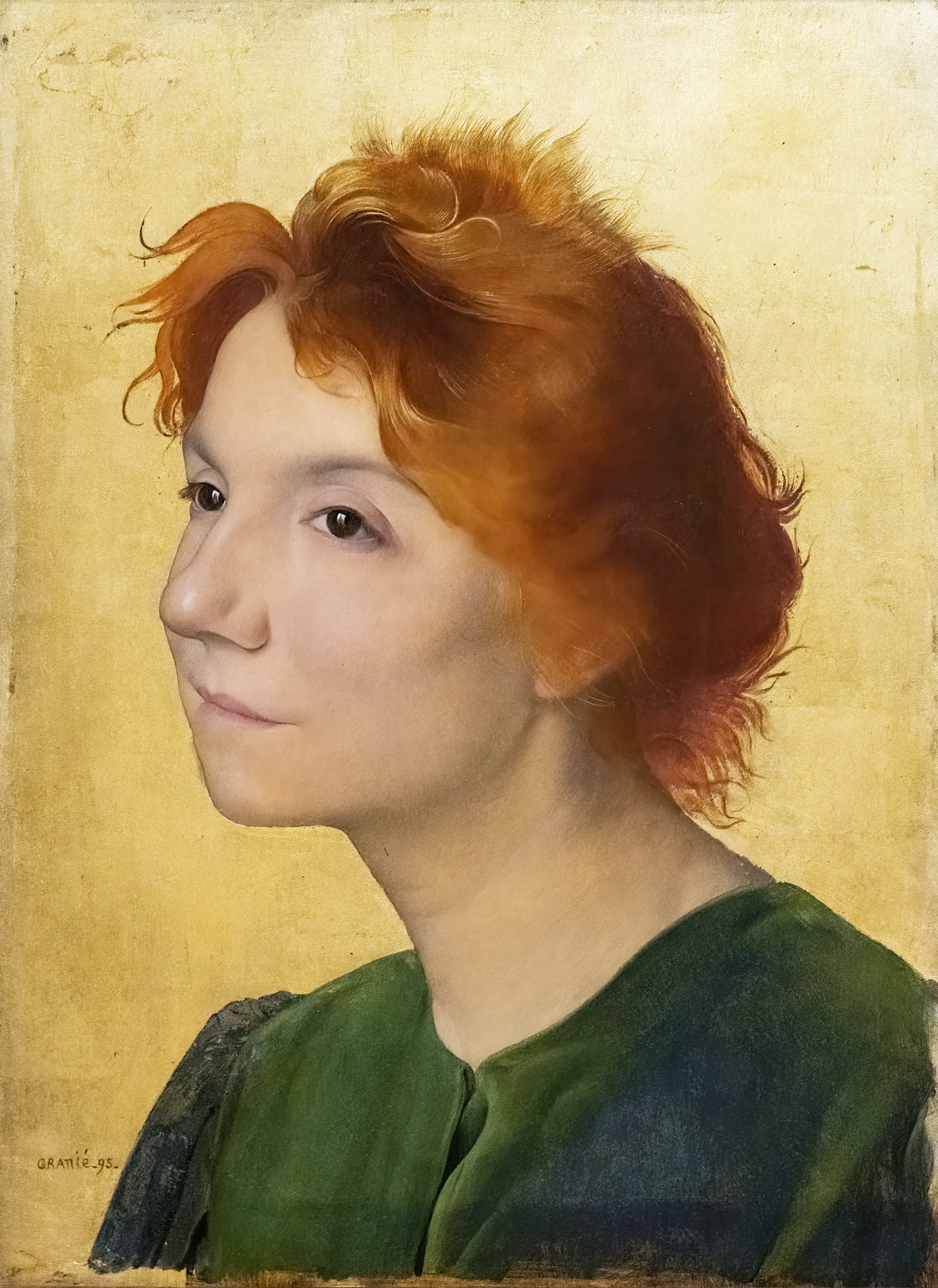

Yvette Guilbert vista per Joseph Granié 1895: